# Chtsgonk-Kloster
Koordinaten: 40° 22′ 50″ N, 43° 22′ 35″ O

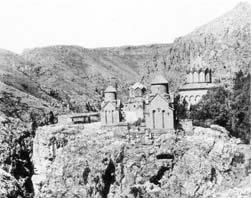
Chtsgonk im frühen 20. Jahrhundert

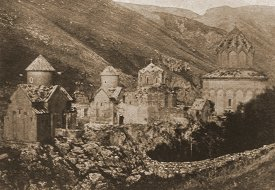
Foto von Chtsgonk von 1920

Das Chtsgonk-Kloster (armenisch Խծկոնք վանք, türkisch Beşkilise manastırı, „Fünf-Kirchen-Kloster“) ist ein ab dem 10. Jahrhundert erbauter armenischer Klosterkomplex aus fünf Kirchen, die bis zum 13. Jahrhundert im damaligen Bagratidenkönigreich von Ani ausgebaut wurden. Nachdem die Türkei 1920 die westliche Region Armeniens mitsamt der Stadt Kars eroberte, wurde der Klosterkomplex in den 1950er Jahren zerstört. Heute liegt die Stätte nahe der Stadt Digor, etwa 19 km westlich der Grenze zu Armenien. Das Kloster befindet sich im Tal des Flusses Digor.
Das Kloster mit seinen fünf Kirchen war noch intakt, als es im August 1920 durch den armenischen Archäologen Ashkharbek Kalantar fotografiert wurde. Nach der Vertreibung der verbliebenen armenischen Bevölkerung des Gebiets Kars erklärte die Regierung das Kloster und seine Umgebung zum militärischen Sperrgebiet und Übungsgelände. Im Jahre 1959 besuchte der französische Kunsthistoriker Jean-Michel Thierry die Stätte und fand, dass vier der fünf Kirchen zerstört waren. Nur die 1029 datierte und vermutlich zeitgleich mit der Rundkirche von Marmaschen errichtete Rundkirche Surb Sargis (St. Sergios) war in schwer beschädigtem Zustand erhalten. Die Kirchen waren nach Aussagen von Einwohnern Digors durch die türkische Armee gesprengt worden. Ihre Informationen wurden durch sichtbare Sprengungsspuren bestätigt. Die Kuppel der erhaltenen Kirche ist intakt, jedoch wurden die Seitenwände gesprengt. Die zerstörten Kirchen waren eingeebnet. Der Geschichtswissenschaftler William Dalrymple bestätigt, dass der Schaden keineswegs durch ein Erdbeben entstanden sein kann.